# Vierlinden
Vierlinden település Németországban, azon belül Brandenburgban. Lakosainak száma 1519 fő (2023. december 31.).

## Népesség
A település népességének változása:
| Lakosok száma | 1443 | 1444 | 1500 | 1521 | 1519 |
|               | 2017 | 2019 | 2021 | 2022 | 2023 |